# Sphinx (Zeitschrift)
Sphinx war eine von 1886 bis 1896 monatlich erscheinende Zeitschrift, die Themen der Esoterik, des Okkultismus und der Parapsychologie in moderner Form behandeln sollte. Sie wurde in Leipzig und Braunschweig von Wilhelm Hübbe Schleiden herausgegeben.
Die Zeitschrift bezeichnete sich als Monatsschrift für die geschichtliche und experimentale Begründung der übersinnlichen Weltanschauung auf monistischer Grundlage und erschien erstmals im Januar 1886. Anfangs war sie als Publikationsorgan der Theosophischen Societät Germania gedacht, wurde dann aber aufgrund des Hodgson Reports und dem daraus folgenden Zerfall der Theosophischen Societät Germania nicht als solche veröffentlicht, sondern als Zeitschrift der Münchner Psychologischen Gesellschaft. Seit dem Jahrgang 1892/1893 war sie das offizielle Organ der Theosophischen Vereinigung, ab 1894 auch der Deutschen Theosophischen Gesellschaft. In erster Linie wurden Themen rund um Metaphysik, Mystik, Philosophie und indische Religionswissenschaft publiziert. Das Auftreten entsprach einer wissenschaftlichen Fachzeitschrift, die theosophische Weltanschauung stand jedoch bei den Artikeln im Vordergrund.
Die Zeitschrift übte großen Einfluss auf einige theosophische Gesellschaften in Deutschland aus und trug auch maßgeblich zu Neugründungen bei. Vor allem waren dies die Theosophische Vereinigung, der Esoterische Kreis und der Zusammenschluss dieser beiden zur Deutschen Theosophischen Gesellschaft.
Mitarbeiter waren neben Hübbe-Schleiden unter anderem Max Dessoir, Franz Hartmann, Carl Kiesewetter und Carl du Prel. Von 1891 bis 1894 schuf der Maler Fidus zahlreiche Illustrationen für die Sphinx. Dessoir verwendete 1889 in der Sphinx erstmals den Begriff Parapsychologie.
Rudolf Tischner zufolge übernahm ab 1897 die Zeitschrift Neue Metaphysische Rundschau die Nachfolge der Sphinx, nachdem deren letzte Ausgabe im Juni 1896 erschienen war.